# Лігайтон (Пенсільванія)
Лігайтон (англ. Lehighton) — місто (англ. borough) в США, в окрузі Карбон штату Пенсільванія. Населення — 5248 осіб (2020).

## Географія
Лігайтон розташований за координатами 40°49′40″ пн. ш. 75°43′0″ зх. д. / 40.82778° пн. ш. 75.71667° зх. д. (40.827662, -75.716547).  За даними Бюро перепису населення США в 2010 році місто мало площу 4,28 км², з яких 4,20 км² — суходіл та 0,07 км² — водойми.

### Клімат
| Клімат : Лігайтон       | Клімат : Лігайтон | Клімат : Лігайтон | Клімат : Лігайтон | Клімат : Лігайтон | Клімат : Лігайтон | Клімат : Лігайтон | Клімат : Лігайтон | Клімат : Лігайтон | Клімат : Лігайтон | Клімат : Лігайтон | Клімат : Лігайтон | Клімат : Лігайтон | Клімат : Лігайтон |
| Показник                | Січ.              | Лют.              | Бер.              | Квіт.             | Трав.             | Черв.             | Лип.              | Серп.             | Вер.              | Жовт.             | Лист.             | Груд.             | Рік               |
| Абсолютний максимум, °C | 16,1              | 20,0              | 26,7              | 32,2              | 37,8              | 39,4              | 37,8              | 35,6              | 31,1              | 26,1              | 21,7              | 18,3              | 39,4              |
| Середній максимум, °C   | −1                | 0,9               | 6,5               | 12,8              | 18,8              | 24,6              | 27,8              | 27,1              | 20,6              | 14,4              | 7,9               | 1,7               | 15,8              |
| Середній мінімум, °C    | −17,2             | −10               | −4,5              | 1,6               | 6,8               | 10,4              | 14,8              | 14,3              | 9,8               | 5,1               | −1,3              | −6,1              | 4,8               |
| Абсолютний мінімум, °C  | −29,4             | −27,2             | −23,3             | −13,9             | −5                | 1,1               | 2,2               | 5,0               | −1,7              | −8,3              | −17,8             | −24,4             | −29,4             |
| Норма опадів, мм        | 89                | 70                | 90                | 89                | 114               | 101               | 108               | 110               | 111               | 85                | 94                | 86                | 1147              |
| Днів з опадами          | 11,2              | 10,2              | 11,1              | 11,3              | 12,4              | 11,2              | 10,5              | 9,4               | 9,9               | 8,7               | 10,0              | 11,0              | 126,9             |
| Днів зі снігом          | 8,7               | 7,9               | 4,8               | 1,4               | 0                 | 0                 | 0                 | 0                 | 0                 | 1,1               | 3,8               | 5,3               | 32,0              |
| ----------------------- | ----------------- | ----------------- | ----------------- | ----------------- | ----------------- | ----------------- | ----------------- | ----------------- | ----------------- | ----------------- | ----------------- | ----------------- | ----------------- |

## Демографія
Згідно з переписом 2010 року, у селищі мешкало 5500 осіб у 2296 домогосподарствах у складі 1448 родин. Густота населення становила 1286 осіб/км².  Було 2499 помешкань (584/км²).
Расовий склад населення:
| - 96,5 % — білих - 0,6 % — чорних або афроамериканців - 0,5 % — азіатів - 0,2 % — корінних американців |

До двох чи більше рас належало 1,5 %. Частка іспаномовних становила 3,7 % від усіх жителів.
За віковим діапазоном населення розподілялося таким чином: 22,7 % — особи молодші 18 років, 58,6 % — особи у віці 18—64 років, 18,7 % — особи у віці 65 років та старші. Медіана віку мешканця становила 40,6 року. На 100 осіб жіночої статі у селищі припадало 86,6 чоловіків;  на 100 жінок у віці від 18 років та старших — 82,2 чоловіків також старших 18 років.
Середній дохід на одне домашнє господарство  становив 46 398 доларів США (медіана — 41 793), а середній дохід на одну сім'ю — 55 483 долари (медіана — 49 416). Медіана доходів становила 37 216 доларів для чоловіків та 30 755 доларів для жінок. За межею бідності перебувало 10,0 % осіб, у тому числі 12,9 % дітей у віці до 18 років та 8,8 % осіб у віці 65 років та старших.
Цивільне працевлаштоване населення становило 2454 особи. Основні галузі зайнятості: освіта, охорона здоров'я та соціальна допомога — 27,1 %, роздрібна торгівля — 12,6 %, будівництво — 12,0 %.